# Ryszard Szulich
Ryszard Szulich (ur. 28 czerwca 1955) – generał brygady Wojska Polskiego.
Jest absolwentem Wyższej Szkoły Oficerskiej Wojsk Obrony Przeciwlotniczej w Koszalinie (1978), Akademii Sztabu Generalnego WP (1990) oraz Studium Podyplomowego na Politechnice Białostockiej (1994).
Jego żołnierski los nierozerwalnie związany jest z 3 Warszawską Brygadą Rakietową Obrony Powietrznej, w której pełnił służbę na kolejnych stanowiskach – od dowódcy plutonu do dowódcy brygady (od 1 lipca 2004). Przed objęciem obowiązków dowódcy brygady był zastępcą szefa Wojsk Obrony Przeciwlotniczej Wojsk Lotniczych i Obrony Powietrznej. 
Odznaczony Krzyżem Kawalerskim Orderu Odrodzenia Polski (2004) i Lotniczym Krzyżem Zasługi (2009).
15 sierpnia 2005 roku Prezydent RP  awansował go na generała brygady.